# سیارک ۸۹۲۶
سیارک ۸۹۲۶ (به انگلیسی: 8926 Abemasanao، نامگذاری:1996YK) هشت هزار و نهصد و بیست و ششمین سیارک کشف شده‌است که در ۲۰ دسامبر ۱۹۹۶ کشف شد.